# Wörschach
Wörschach ist eine Gemeinde mit 1187 Einwohnern (Stand 1. Jänner 2024) im Steirischen Ennstal in der Steiermark im Bezirk Liezen und Gerichtsbezirk Liezen.

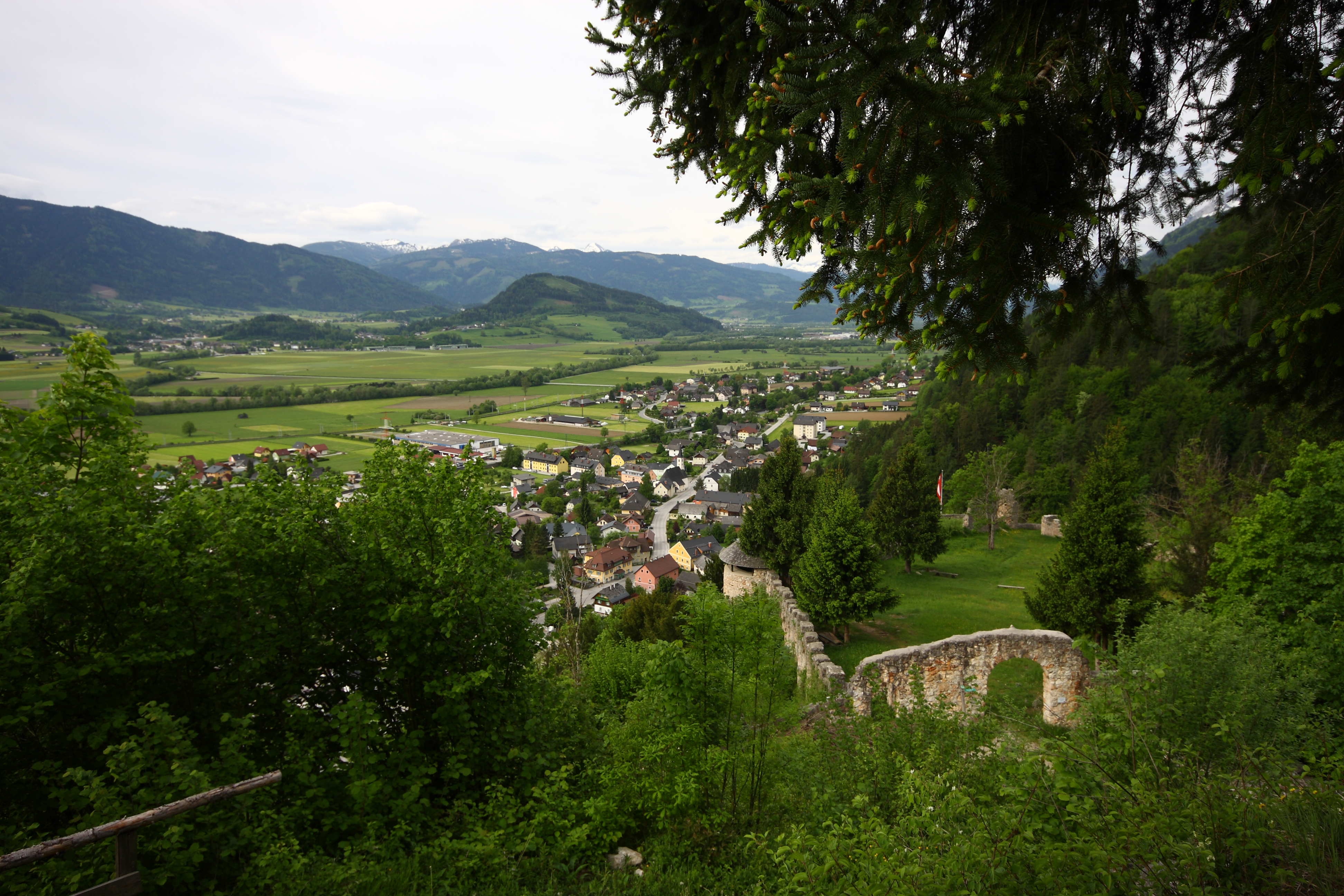
Blick von der Ruine Wolkenstein auf Wörschach und das Ennstal.

## Geografie
Wörschach erstreckt sich über ein Gebiet von 42,89 km² und grenzt im Norden an Oberösterreich. Im Norden des Gemeindegebietes verlaufen auch die östlichen Ausläufer des Toten Gebirges. Der Ort Wörschach liegt im Ennstal auf 643 Meter über dem Meer. Nach Norden steigt das Gemeindegebiet entlang des Wörschachbaches und dann von Höllgraben und Schneckengraben zu Hochtausing, Sonnwendköpperl und Bärenfeuchmölbing auf 1800 Meter an. Dahinter liegen die Hochtäler des Stubenbaches und der Grimming, bevor der Gebirgsrücken der 2000er Almkogel, Hirscheck, Kreuzspitze die Grenze bildet.
Der Hochmölbing ist die höchste Erhebung im Gemeindegebiet (2336 m). Weitere markante Berge sind der Hochtausing (1822 m), der Mittermölbing (2318 m), der Kleinmölbing (2160 m), der Bärenfeuchtmölbing (1770 m) und der Aicherlstein mit 1180 m Seehöhe.
Mehr als 45 Prozent der Fläche sind bewaldet, 23 Prozent sind Almen und dreizehn Prozent werden landwirtschaftlich genutzt.

### Gemeindegliederung
Das Gemeindegebiet umfasst folgende Ortschaften (in Klammern Einwohnerzahl Stand 1. Jänner 2024):
- Maitschern (403) samt Stein
- Wörschach (784) samt Wörschachberg

Die Gemeinde ist kongruent mit der Katastralgemeinde Wörschach.

### Nachbargemeinden
|                | Hinterstoder (KI)                           |        |
| Stainach-Pürgg | Kompassrose, die auf Nachbargemeinden zeigt | Liezen |
|                | Aigen im Ennstal                            |        |

## Geschichte
Die erste urkundliche Erwähnung betrifft den Gameringstein. Im Jahr 890 genehmigt König Arnulf dem Erzstift Salzburg den Abbau von Erz am Gameringberg. Der erste Ortsteil in einer Urkunde ist Maitschern, das 1185 als „Mirtskaren in Ennstal“ genannt wird. Wörschach selbst wird 1195 als Werses in einer Urkunde erwähnt.
Mit der Geschichte des Ortes eng verbunden ist die Burg Wolkenstein im Nordosten von Wörschach. Hier befand sich vermutlich schon seit dem 9. Jahrhundert eine Fluchtburg. Das Geschlecht der Wolkensteiner wanderte wahrscheinlich aus Franken ein. Sie werden erstmals 1099 urkundlich erwähnt und bauen die Burg zu einer der größten Burganlagen der Steiermark aus. Diese wird 1186 als Wolchinstein bezeichnet, gehörte aber den steirischen Landesfürsten. Nach dem Tod von Friedrich II. (der Streitbare) fiel die Burg an den Salzburger Erzbischof Philipp von Sponheim, der sie als Stützpunkt zur Besetzung des Ennstales nutzte. Vom 13. bis in die Mitte des 18. Jahrhunderts war Wolkenstein Sitz des Landesgerichtes Ennstal. Eine Blütezeit war dabei die Zeit von 1524 bis 1592. Die Freiherren von Hofmann bauten die Burg in dieser Zeit vor allem im Südwesten aus und errichteten die Bastei im Norden. Wegen seiner guten Sichtverbindungen war die Burg in der Zeit der Einfälle der Ungarn und der Türken eine wichtige Kreidfeuerstation.
Nach mehreren Besitzerwechsel kam die Burg 1630 in das Eigentum der Grafen Saurau. Diese bewohnten die Burg allerdings nicht, so dass sie verfiel und 1750 schon als Ruine bezeichnet wird. Heute ist die Ruine in Privatbesitz.

## Kultur und Sehenswürdigkeiten

### Bauwerke

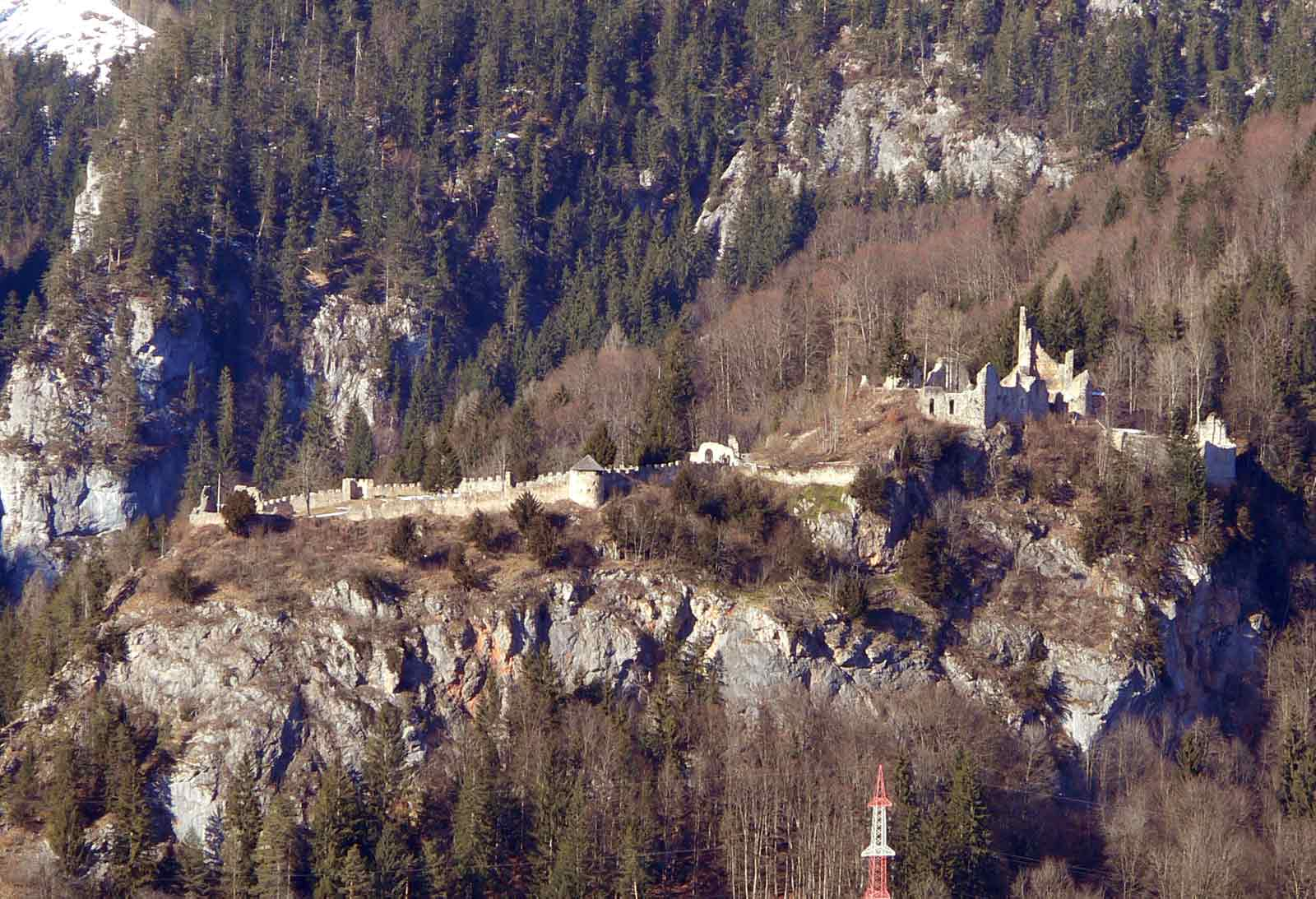
Burg Wolkenstein

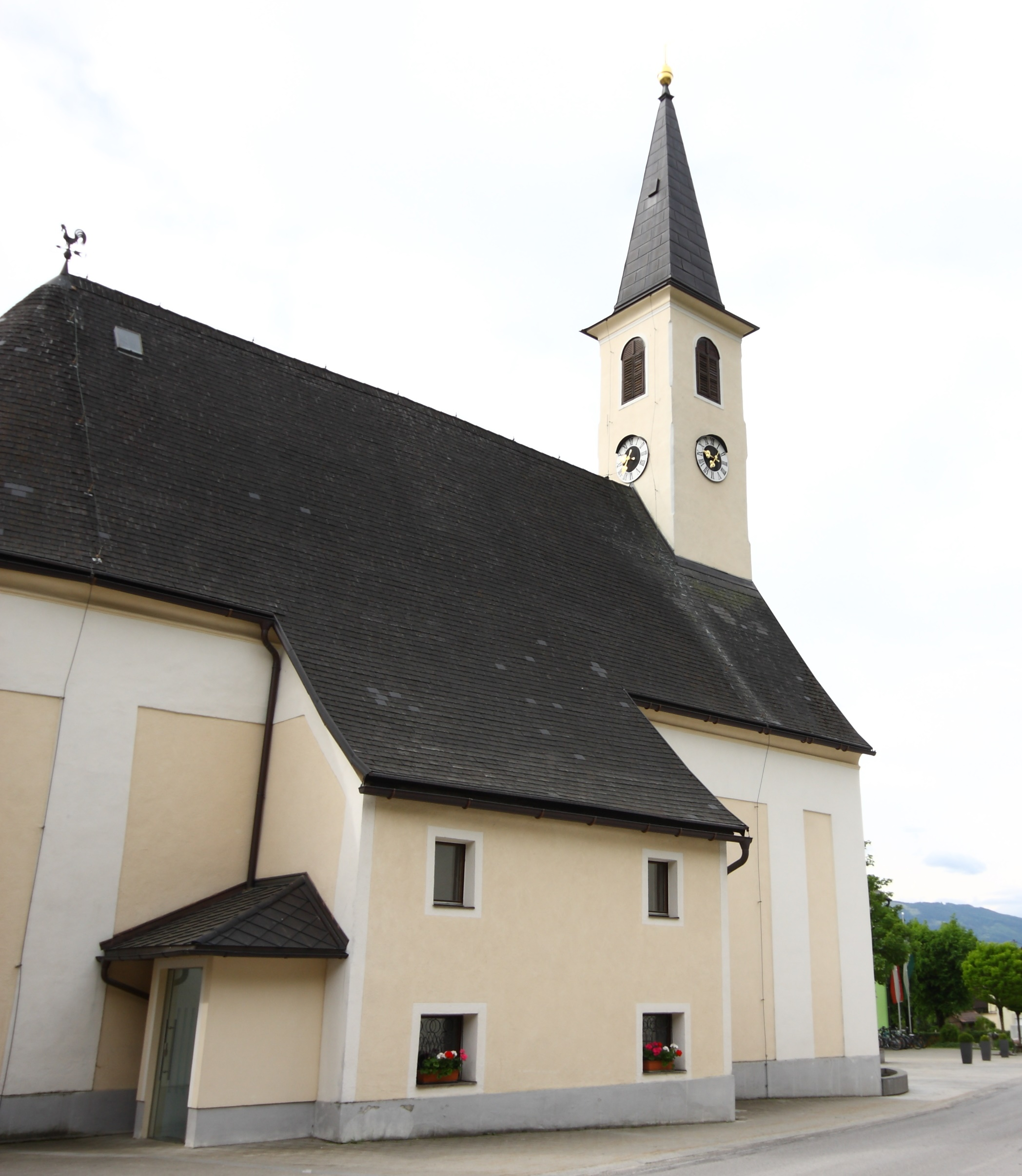
Pfarrkirche Wörschach

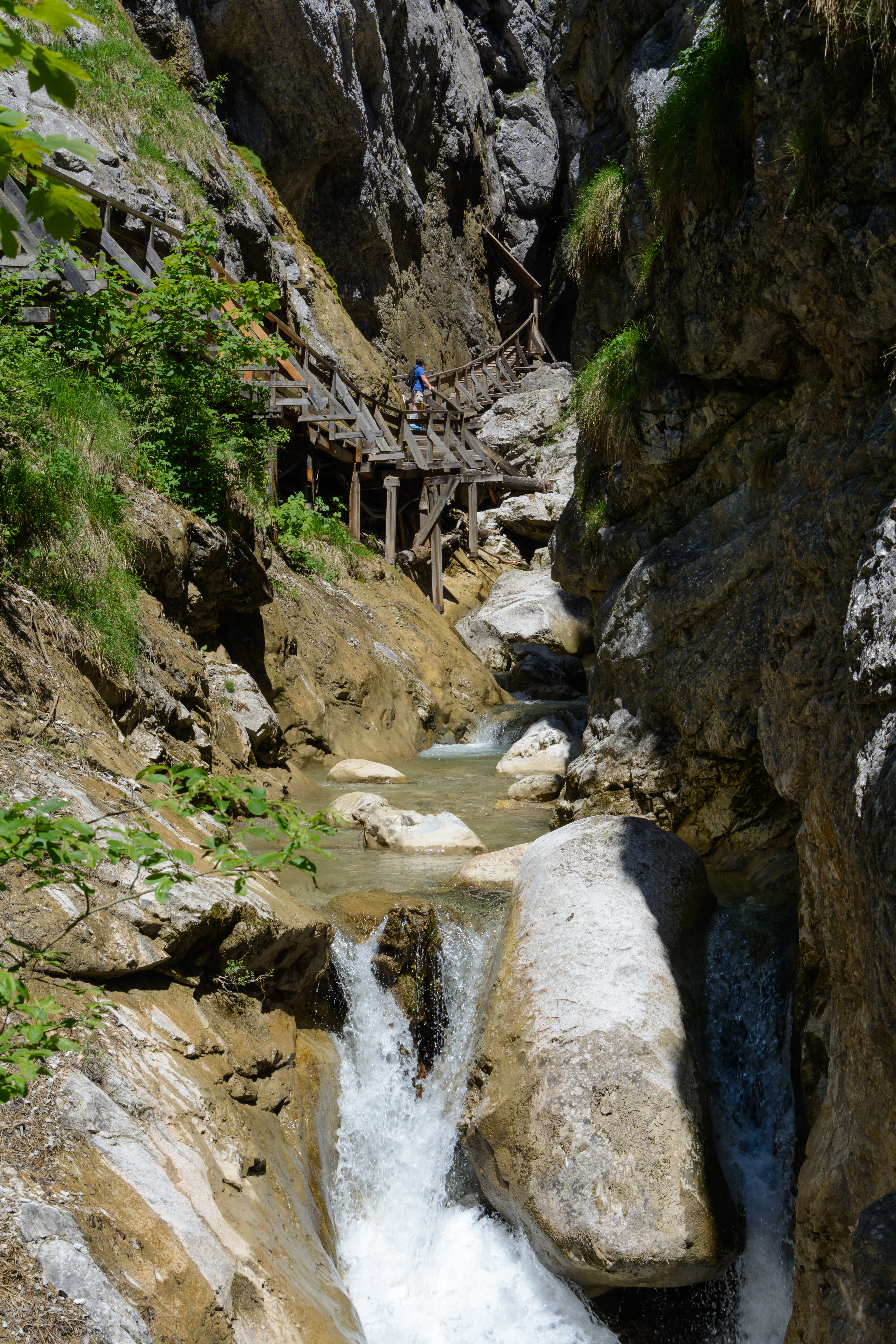
Wörschachklamm

- Burg Wolkenstein: Die hochmittelalterliche Burgruine befindet sich östlich über dem Eingang der Wörschachklamm, die Burg war nach der Riegersburg die zweitgrößte Wehrburg der Steiermark und die größte im Ennstal.
- Katholische Pfarrkirche Wörschach hl. Anna

### Naturdenkmäler
- Wörschacher Moor: Das Wörschacher Moor ist eines der größten noch erhaltenen Moore des Ennstales mit einer Fläche von rund 2,5 km² und beheimatet den seltenen Wachtelkönig.
- Wörschachklamm: Eine enge Schlucht im Kalkgestein an den Südabfällen des Toten Gebirges ins Ennstal.

### Vereine
- Der Sportverein Union Wörschach hat nahezu 500 Mitglieder. Fast jeder zweite Einwohner ist als Mitglied registriert. Die Sektionen sind Damenturnen, Fußball, Stocksport, Tennis, Tischtennis und Wintersport.

## Wirtschaft und Infrastruktur

### Wirtschaftssektoren
Von den 25 landwirtschaftlichen Betrieben des Jahres 2010 wurden neun im Haupt-, elf im Nebenerwerb und fünf von juristischen Personen geführt. Diese fünf bewirtschafteten mehr als zwei Drittel der Flächen. Im Produktionssektor waren 56 Menschen im Bereich Warenherstellung und 33 in der Bauwirtschaft beschäftigt. Die größten Arbeitgeber des Dienstleistungssektors waren die Bereiche soziale und öffentliche Dienste (42), Handel (30) und Beherbergung und Gastronomie (21 Erwerbstätige).
| Wirtschaftssektor            | Anzahl Betriebe | Anzahl Betriebe | Anzahl Betriebe | Erwerbstätige | Erwerbstätige | Erwerbstätige |
| Wirtschaftssektor            | 2021            | 2011            | 2001            | 2021          | 2011          | 2001          |
| ---------------------------- | --------------- | --------------- | --------------- | ------------- | ------------- | ------------- |
| Land- und Forstwirtschaft 1) | 18              | 25              | 30              | 23            | 20            | 19            |
| Produktion                   | 20              | 13              | 11              | 120           | 89            | 84            |
| Dienstleistung               | 55              | 49              | 35              | 171           | 123           | 134           |

1) Betriebe mit Fläche in den Jahren 2010 und 1999

### Arbeitsmarkt, Pendeln
Im Jahr 2011 lebten 541 Erwerbstätige in Wörschach. Davon arbeiteten 125 in der Gemeinde, mehr als drei Viertel pendelten aus.

### Fremdenverkehr
Die Gemeinde bildet gemeinsam mit Irdning-Donnersbachtal und Aigen im Ennstal den Tourismusverband „Grimming-Donnersbachtal“. Dessen Sitz ist Irdning-Donnersbachtal. Die Anzahl der Übernachtungen stieg von 11.000 im Jahr 2010 auf 14.000 im Jahr 2019. Dabei gibt es eine kleine Spitze im Sommer.

### Verkehr
- Straße: Wörschach liegt an der B 320 Ennstal Straße.
- Bahn: Die Haltestelle „Wörschach-Schwefelbad“ ist Regionalzughalt an der Ennstalbahn. Ihr Name weist noch Jahrzehnte nach deren Schließung auf die ehemalige Kuranstalt Wörschach hin.

## Politik

### Gemeinderat
| Der Gemeinderat hat 15 Mitglieder. - Mit den Gemeinderatswahlen in der Steiermark 2000 hatte der Gemeinderat folgende Verteilung: 11 ÖVP, 3 SPÖ und 1 FPÖ. - Mit den Gemeinderatswahlen in der Steiermark 2005 hatte der Gemeinderat folgende Verteilung: 10 ÖVP und 5 SPÖ. - Mit den Gemeinderatswahlen in der Steiermark 2010 hatte der Gemeinderat folgende Verteilung: 11 ÖVP und 4 SPÖ. - Mit den Gemeinderatswahlen in der Steiermark 2015 hatte der Gemeinderat folgende Verteilung: 11 ÖVP und 4 SPÖ. - Mit den Gemeinderatswahlen in der Steiermark 2020 hat der Gemeinderat folgende Verteilung: 11 ÖVP und 4 SPÖ. | Hier fehlt eine Grafik, die leider im Moment aus technischen Gründen nicht angezeigt werden kann. Wir arbeiten daran! |

### Bürgermeister
- seit 1998 Franz Lemmerer (ÖVP)[16]

### Wappen
Die Verleihung des Gemeindewappens erfolgte mit Wirkung vom 1. Mai 1992.

Blasonierung (Wappenbeschreibung): „In Blau unter einem goldenen Wolkenband im Schildhaupt drei goldene Spitzen, belegt mit einem blauen golden bereiften Badeschaff.“

## Persönlichkeiten
- Florian Gosch (* 1980), Volleyball- und Beachvolleyball-Spieler
- Alfons Gorbach (1898–1972), Bundeskanzler von Österreich, Wahlheimat Wörschach